# کواگا اسمیت
کواگا اسمیت (انگلیسی: Kwagga Smith؛ زادهٔ ۱۱ ژوئن ۱۹۹۳) بازیکن راگبی ۱۵ نفره اهل آفریقای جنوبی است.
وی در مسابقات کشوری و بین‌المللی در مجموع برندهٔ ۱ مدال طلا، ۱ مدال برنز شده‌است.